# Motif (bibliothèque graphique)
Pour les articles homonymes, voir Motif.

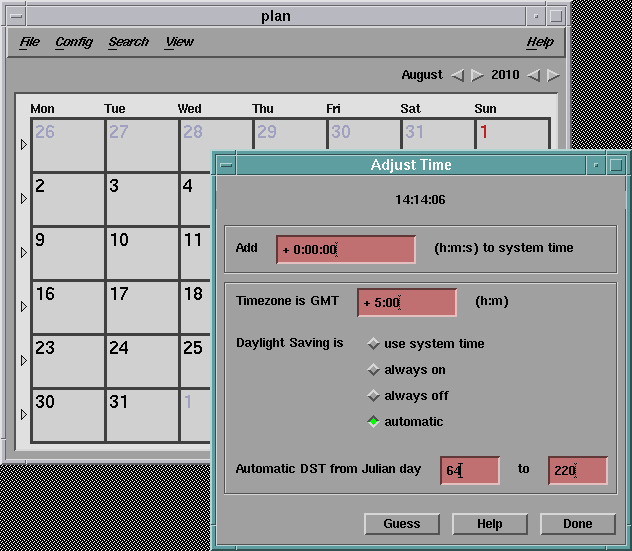
Copie d'écran de plan, une application calendrier utilisant la bibliothèque graphique Motif. L'aspect ciselé de Motif est clairement visible.

En informatique, Motif (également MOTIF) est une bibliothèque logicielle permettant de construire des interfaces graphiques avec le protocole X Window System, sur les systèmes UNIX et/ou POSIX. Motif a été créée par l'Open Software Foundation (d'où l'ancien nom « OSF/Motif ») sous la direction de Roger Gourd de Digital Equipment Corporation. Elle a fait son apparition en 1989, lorsque les stations UNIX ont commencé à se développer, comme concurrente de l'environnement OpenLook. 
Motif est également un standard industriel, connu sous le nom IEEE 1295 (dont le titre est plus exactement « Motif API » afin de lever toute ambiguïté). En 1996,  l'Open Group est devenu propriétaire de Motif, et en  1998  a publié la Single UNIX Specification version 2, dont la version UNIX Workstation 98 faisait de Motif et du Common Desktop Environment le bureau graphique standard des stations de travail Unix.  Elle était et est toujours utilisée comme brique de base pour Common Desktop Environment, XEmacs, NEdit et DDD (data display debugger). La version 2.1 de Motif supporte Unicode, ce qui lui a permis d'être largement utilisée dans différents environnements multi-lingues. 
Motif s'est distinguée en donnant aux différents éléments de l'interface (menus, boutons, barre de défilement, boîtes de texte, etc.) un aspect carré, ciselé et donnant une impression de relief. Cet aspect avait alors le vent en poupe, Microsoft l'ayant ajouté à Windows 3.0 ; Microsoft et MOTIF sur UNIX étaient alors perçus comme des concurrents possibles sur les PC Intel.
La plupart des environnements de bureau postérieurs à 1995 ont été développées avec GTK+ ou Qt plutôt qu'avec Motif (un indice flagrant est que Sun Microsystems, principal utilisateur de Motif, a déclaré passer à GTK+ et GNOME) essentiellement parce que ces bibliothèques étaient Open source. En effet, dans les années 1990-2000, l'OSF puis l'Open Group ne permettant pas sa diffusion gratuite, Motif n'était pas incluse dans les systèmes d'exploitation dits « libres » ; toutefois, Motif reste utilisé pour des raisons de compatibilité ascendante, là où les tâches des systèmes sont critiques, en particulier dans l'industrie aérospatiale.
L'Open Group avait annoncé son intention de passer à une licence plus ouverte que l'Open Group Public Licence, mais le projet LessTif  a implémenté en 2001 l'API Motif 1.2 sous licence GPL. LessTif, fondé également sur les Xt Intrinsics et diffusé avec les distributions Linux, offre à quelques bogues près les mêmes services que Motif, mais repose sur un code différent. 
Il existait quelques autres implémentations de l'API Motif. Motif est la toute première. Il y avait aussi Open Motif, qui était une version de « Motif » originale, mais publiée sous une licence aux termes moins contraignants, permettant en particulier son utilisation gratuite avec Linux. Depuis la version 2.3.4 du 26 octobre 2012, Open Motif a été renommée Motif et est disponible sous une licence LGPL.
Les premières versions de l'environnement graphique GeoWorks étaient basées sur une implémentation de Motif.

## Versions de Motif
| Version | Année | version de X Window System | Caractéristiques |
| ------- | ----- | -------------------------- | --- |
| 1.0     | 1989  | X11R3                      | Version initiale. |
| 1.1     | 1991  | X11R4                      | Corrections de 80 erreurs de la version 1.0 |
| 1.2     | 1993  | X11R5                      | Introduit le glisser/déposer et les menus détachables (tear-off). Entièrement écrit en C ANSI                                                                     |
| 2.0     | 1994  | X11R6                      | Introduit les widgets Notebook, ComboBox et Spin Box. RenderTables pour contrôler les polices de caractères, la couleur et les tabulations. Internationalisation. |
| 2.1     | 1997  | X11R6                      | Corrige certains bugs de la version 2.0. En particulier, élimination des widgets CSText (Compound Strings Text).                                                  |
| 2.2     | 2002  | X11R6                      | Introduit les widgets XmButtonBox, XmColorSelector, XmColumn, XmDataField, XmExt18List, XmFontSelector, XmIconBox, XmIconButton, XmTabStack, XmTree.              |